# زانکت اشتفان ایم روزنتال
زانکت اشتفان ایم روزنتال (به آلمانی: Sankt Stefan im Rosental) یک منطقهٔ مسکونی در اتریش است که در زودوست‌اشتایرمارک واقع شده‌است. زانکت اشتفان ایم روزنتال ۳۹٫۵۷ کیلومتر مربع مساحت دارد ۳۳۰ متر بالاتر از سطح دریا واقع شده‌است.